# 大翼黄耆
大翼黄耆（学名：Astragalus macropterus）为豆科黄芪属的植物。分布于巴基斯坦、俄罗斯以及中国大陆的新疆等地，生长于海拔1,400米至3,500米的地区，多生长于高山石质山坡上，目前尚未由人工引种栽培。